# Вардисианисты
Вардисиани́сты, или вардесани́сты (др.-греч. βαρδησιανισταί; лат. bardesanistæ; др.-рус. вардисинє) — еретики, II века, названные по имени основателя их учения — Вардисиана.
Вардисианисты описаны Епифанием в «Панарионе» в числе 80 ересей и Иоанном Дамаскиным в книге «О ста ересях вкратце», у обоих авторов это 56 ересь. Вардисианисты описаны Августином в книге «De Haeresibus ad Quodvultdeum Liber Unus» и безымянным автором трактата «Предестинат» (лат. «Praedestinatus»); у обоих авторов это 35 ересь. 
Вардисиан учил, что совершенный Бог создал мир и его обитателей чистыми и нетленными. При сотворении мира Бог дал людям тонкие, воздушные, небесные тела. Князь тьмы, который есть источник зла и страдания, склонил людей ко греху. После грехопадения Бог лишил людей эфирных, тонких тел; а вместо них одел людей в одежды кожаные — грубые тела (Быт. 3:21). Эти одежды кожаные являются злым началом в людях. Иисус Христос сошел с неба, облеченный в нереальное или воздушное тело, чтобы человечество избавить от этих кожаных одежд и вновь одеть людей в тонкие, воздушные, небесные тела. Христос явился в мир не в греховной плоти, его тело не образовалось в чреве Марии от её плоти и крови, но он явился в мир в небесном теле; Христос явился в мир «через Марию, но не от Марии» (др.-греч. «διὰ Μαρίας ἀλλ οὐκ ἐκ Μαρίας»). По мнению вардисианистов материя является причиной всех зол в мире; в человеке после грехопадения происходит вечная война между добрым началом — человеческой душой и злым началом — человеческим телом; по этой причине апостол Павел стремился избавиться от «тела смерти» (Рим. 7:24). Пост и порабощение тела являются средствами, при помощи которых люди становятся похожими на Христа; последователи Христа в воскресении будут иметь тела, подобные ему (1Кор. 15:37); так как они не могут наследовать Царствие Божие с «плотью и кровью» (1Кор. 15:50). Вардисианисты  пользовались Ветхим и Новым Заветом, а также некоторыми подложными книгами. Христианские авторы обвиняли вардисианистов в отвержении учения о воскресении мертвых. 